# 데이터베이스 카탈로그
데이터베이스 카탈로그는 데이터베이스의 개체들에 대한 정의를 담고 있는 메타데이터들로 구성된 데이터베이스 내의 인스턴스이다. 기본 테이블, 뷰 테이블, 동의어(synonym)들, 값 범위들, 인덱스들, 사용자들, 사용자 그룹 등등과 같은 데이터베이스의 개체들이 저장된다.
일반적으로, DBMS는 특정 데이터베이스의 구조를 파악하기 위해여 데이터의 타입이나 포맷과 같은 정보를 데이터베이스 카탈로그로부터 얻는다. 화일 처리 방식이 특정 데이터베이스만을 접근할 수 있음에 비하여, DBMS는 카탈로그로부터 데이터베이스에 대한 정의를 가져와서 데이터베이스를 접근하므로 다양한 데이터베이스를 접근할 수 있다.

## 같이 보기
- 데이터베이스